# Die Abenteuer von Tom Sawyer und Huck Finn
Die Abenteuer von Tom Sawyer und Huck Finn (jap. ハックルベリー・フィン物語, Hakkuruberī Fin Monogatari) ist eine Anime-Fernsehserie von Aubeck aus dem Jahr 1994. Sie basiert auf dem Roman Die Abenteuer des Tom Sawyer und Die Abenteuer des Huckleberry Finn von Mark Twain.

## Inhalt
Als der Halbwaise Huckleberry Finn, dessen Vater ihn allein gelassen hat, in der Stadt St. Petersburg am Mississippi River ankommt, trifft er bald auf Tom Sawyer. Der gleichaltrige ist in der Stadt für seine Streiche bekannt. Zwar streiten sich die beiden erst, werden aber schnell Freunde mit Streichen und Abenteuern. Auch Toms Tante Polly und seine Freundin Becky können sie nicht davon abhalten, sich auch immer wieder in Gefahr zu bringen.

## Produktion und Veröffentlichung
Die Serie mit 26 Folgen zu je 25 Minuten wurde 1994 vom Studio Aubeck für NHK produziert. Als Produzenten verantwortlich waren Masako Matsuura sowie Yoshi Enoki von der Produktionsfirma Enoki Films. Regisseur war Norio Kashima und die Drehbücher schrieben Saburo Ebinuma und Soji Yoshikawa. Das Charakterdesign stammt von Kenichi Ishimaru und künstlerischer Leiter war Tarao Arai.
Der Anime wurde von NHK erstmals vom 26. August 1994 bis zum 3. März 1995 als Teil des Programmblocks Eisei Anime Gekijō ausgestrahlt. Eine deutsche Fassung wurde erstmals ab dem 13. Dezember 1995 von Kabel 1 gezeigt. Später folgte eine Ausstrahlung bei RTL 2, jedoch ohne die 26. Folge. Die ersten drei Folgen erschienen 1996 bei Concorde Video auf VHS. In Polen war die Serie bei Polsat 2 und TVP2 zu sehen, in Portugal bei RTP2, auf den Philippinen bei ABS-CBN und Studio 23, in Italien bei Italia 1 und in Spanien bei Telecinco. Eine englische Fassung wurde von Digiview Entertainment auf DVD veröffentlicht.

### Synchronisation
| Rolle          | japanischer Sprecher (Seiyū) | deutsche Sprecher |
| -------------- | ---------------------------- | ----------------- |
| Huck           | Yōko Matsuoka                | Gunther Gillian   |
| Tom            | Shinobu Adachi               | Andy Woerz        |
| George         | Atsuko Mine                  |                   |
| Jim            | Chie Satō                    | Dominik Kaschke   |
| Becky          | Kumiko Nishihara             | Maria Happel      |
| Charlotte      | Mika Kanai                   |                   |
| Frau Watson    | Yuri Amano                   |                   |
| Widow Douglas  | Mari Nakamura                | Susanne Altschul  |
| Billy Sullvian | Hirotaka Suzuoki             |                   |

### Musik
Die Musik der Serie wurde komponiert von Ikuro Fujiwara und Kōji Murakami. Der japanische Vorspann ist unterlegt mit dem Lied Moment, der Abspanntitel ist Paradise in your eyes. Beide stammen von Wotako.